# 田邊憲治
田邊 憲治（たなべ けんじ、1899年12月19日 - 没年不詳）は、日本の撮影技師、照明技師である。新漢字表記田辺 憲治、田邊 憲次（新漢字表記田辺 憲次）あるいは田邊 憲二（新漢字表記田辺 憲二）と表記されることがある。照明技師の時代に田辺 憲一あるいは田辺 謙一（たなべ けんいち）とも名乗っている。

## 人物・来歴
1899年（明治32年）12月19日、京都府京都市に生まれる。
旧制・京都市立美術工芸学校図案科（現在の京都市立芸術大学美術学部デザイン科）を卒業し、1920年（大正9年）に松竹蒲田撮影所に入社する。満21歳のとき、1921年（大正10年）8月18日に公開された『更け行く夜』（監督賀古残夢）で技師に昇進した。同作の撮影技師については、日本映画データベースでは長井信一とされているが、文化庁の日本映画情報システムは田邊であるとしている。1923年（大正12年）9月1日に起きた関東大震災により、同撮影所の機能は京都の松竹下加茂撮影所に移転、田邊も下加茂へ異動している。1924年（大正13年）には蒲田に戻った。『日本映画年鑑 大正十三・四年』によれば、当時は東京府荏原郡品川町大字南品川字三ツ木（現在の東京都品川区西品川）に住んでおり、自らの当時としての代表作に『逆流に立ちて』を挙げ、愛用の撮影機はとの問いに「ベルエンド・ホーエル」（ベル&ハウエル）と答えた。1926年（大正15年）7月24日に公開された『仇討同志』（監督吉野二郎）を最後に、同社を退社している。
1927年（昭和2年）、すでに松竹キネマを離れ東亜キネマ甲陽撮影所にいた賀古残夢が賀古プロダクションを設立するにあたり、『生さぬ仲』『銀蛇』の2作の撮影技師を務めた。以降、同作を配給した牧野省三のマキノ・プロダクションに入社し、中島宝三、押本七之助、金森万象らの監督作を多く手掛けた。1929年（昭和4年）7月25日、牧野省三が亡くなり、同年9月にマキノ正博を核とした新体制が発表になると、田邊は、松浦茂、石野誠三、三木稔、大塚周一、大森伊八、野村金吾らとともに「撮影技師」に名を連ねた。その後、新体制下のマキノ・プロダクションは財政が悪化し、1931年（昭和6年）3月6日に公開された『血ろくろ傳奇』（監督金森万象）を最後に退社している。
4年のブランクを経た1935年（昭和10年）、片岡千恵蔵プロダクションが製作、石本秀雄が撮影技師を務めたトーキー『戦国奇譚 気まぐれ冠者』で、「田辺憲二」の名で照明技師としてクレジットされており、以降、照明技師に転向している。第二次世界大戦後は、1952年（昭和27年）5月1日に公開された『春秋鏡山城』（監督安達伸生）からクレジットがみられ、マキノ・プロダクション時代の同僚の撮影技師・藤井春美と多く組んだ。満62歳となった1963年（昭和38年）3月3日に公開された『五人のあばれ者』（監督小沢茂弘）で撮影技師・伊藤武夫と組んだのが最後のクレジットであり、以降の作品歴は見られない。没年不詳。

## フィルモグラフィ
クレジットは特筆以外すべて「撮影」である。公開日の右側には監督を含む監督以外のクレジットがなされた場合の職名、および東京国立近代美術館フィルムセンター（NFC）、マツダ映画社所蔵等の上映用プリントの現存状況についても記す。同センター等に所蔵されていないものは、とくに1940年代以前の作品についてはほぼ現存しないフィルムである。資料によってタイトルの異なるものは併記した。

### 松竹蒲田撮影所
すべて製作は「松竹蒲田撮影所」、配給は「松竹キネマ」、すべてサイレント映画である。
- 『更け行く夜』 : 監督賀古残夢、1921年8月18日公開 - 技師昇進作[1]
- 『柳生又十郎』 : 監督賀古残夢、製作松竹下加茂撮影所、1924年8月1日公開
- 『峠の彼方』 : 監督清水宏、1924年8月1日公開
- 『逆流に立ちて』 : 監督安田憲邦、1924年10月17日公開
- 『赤坂心中』 : 監督安田憲邦、1924年11月11日公開
- 『寅吉懺悔』 : 監督安田憲邦、1925年1月13日公開
- 『浪の上』[3][4]（『波の上』[3][4]） : 監督安田憲邦、1925年1月31日公開
- 『母を呼ぶ声』 : 監督吉野二郎、1925年3月15日公開
- 『諸口十九渡米実況』 : 主演諸口十九、ドキュメンタリー映画、1925年製作・公開
- 『小さき姫君』 : 監督吉野二郎、1925年5月20日公開
- 『男ごゝろ』（『男ごころ』[4]） : 監督五所平之助、1925年8月21日公開
- 『当世玉手箱』 : 監督五所平之助、1925年12月17日公開
- 『東海道膝栗毛 第一篇』 : 監督吉野二郎、1926年1月30日公開
- 『仇討同志』（『仇討同士』[4]） : 監督吉野二郎、1926年7月24日公開

### マキノ御室撮影所
特筆以外すべて製作は「マキノ・プロダクション御室撮影所」、配給は「マキノ・プロダクション」、すべてサイレント映画である。
- 『生さぬ仲』 : 監督賀古残夢、製作賀古プロダクション、配給マキノプロダクション、1927年2月25日公開
- 『紫地獄』 : 監督中島宝三、1927年4月15日公開
- 『銀蛇』 : 監督賀古残夢、製作賀古プロダクション、配給マキノプロダクション、1927年4月22日公開
- 『椿姫の唄』（『椿姫の歌』[4]） : 監督人見吉之助、製作大衆映画聯盟、配給マキノプロダクション、1927年5月13日公開
- 『アイヌの娘』 : 監督中島宝三、1927年8月26日公開
- 『万花地獄 第四篇』（『萬花地獄 第四篇』[4]） : 監督中島宝三、1927年9月23日公開
- 『旅の者心中』 : 監督中島宝三、1927年10月21日公開
- 『運命』 : 監督城戸品郎、1928年2月10日公開
- 『旋風児』 : 監督富沢進郎、製作マキノプロダクション名古屋撮影所、1928年4月3日公開
- 『紅手袋 前篇』 : 監督川浪良太、製作マキノプロダクション名古屋撮影所、1928年5月26日公開
- 『紅手袋 後篇』 : 監督川浪良太、製作マキノプロダクション名古屋撮影所、1928年6月8日公開
- 『伊達男』 : 監督押本七之助、1928年6月8日公開
- 『鬼神 前篇』 : 監督押本七之助、1928年7月13日公開
- 『掟』 : 監督押本七之助、1928年8月30日公開
- 『鬼神 後篇』 : 監督押本七之助、1928年10月5日公開
- 『兇状持』 : 監督人見吉之助、1928年10月20日公開
- 『森の石松』 : 監督押本七之助、1928年11月20日公開
- 『切支丹』 : 監督押本七之助、1928年製作・公開
- 『無法者』 : 監督押本七之輔（押本七之助）、1929年1月20日公開
- 『血吹雪 誉の陣太鼓』（『誉の陣太鼓』[4]） : 監督押本七之輔、1929年2月15日公開
- 『正伝 高山彦九郎』 : 監督押本七之輔、1929年2月22日公開
- 『大化新政』 : 総監督マキノ省三、監督二川文太郎・稲葉蛟児・金森万象・マキノ正博・松田定次・中島宝三・押本七之助・吉野二郎、1929年3月1日公開 - 松浦茂・三木稔・石野誠三・大塚周一・木村角山・大森伊八・山本米吉と共同撮影（「田辺憲二」名義[3][4]）
- 『吉良の浪士 和久半太夫』（『吉良の浪人 和久半太夫の巻』[4]） : 監督押本七之輔、1929年5月10日公開
- 『生れぞこなひ』（『生れそこなひ』[4]） : 監督押本七之輔、1929年6月21日公開
- 『勝鬨の唄』（『小唄レヴュー 勝鬨の唄』[4]） : 監督三上良二、1929年7月14日公開
- 『め組の喧嘩』 : 監督押本七之輔、1929年7月14日公開
- 『松平外記』 : 監督押本七之輔、1929年10月11日公開
- 『怪談道中双六』 : 監督押本七之輔、1929年10月24日公開
- 『荒木又右衛門 全五篇』 : 総指揮マキノ省三、監督マキノ正博・二川文太郎・押本七之助・金森万象・吉野二郎・中島宝三、1929年11月1日公開 - 石野誠三・大塚周一・若宮広三・大森伊八と共同撮影
- 『神田の火祭 江戸の華』（『神田の火祭』[4]） : 監督押本七之輔、1929年11月8日公開
- 『大逆倫』 : 監督勝見正義、監督補並木鏡太郎、製作勝見庸太郎プロダクション、配給マキノプロダクション、1929年11月22日公開
- 『天保水滸伝』 : 監督押本七之輔、1930年1月5日公開
- 『慶安太平記』 : 監督押本七之輔、1930年2月14日公開
- 『かまいたち』 : 監督押本七之輔、1930年4月18日公開
- 『煉獄二道』 : 監督吉野二郎、1930年6月13日公開
- 『近世毒婦伝 明治五人女』（『明治五人女』[4]） : 監督吉野二郎、1930年7月6日公開
- 『恋寝刃 伊勢音頭』（『伊勢音頭』[4]） : 監督勝見正義、1930年8月29日公開
- 『膝栗下木曽街道』 : 監督金森万象、1930年9月26日公開
- 『信州侠客伝』（『信州侠客陣』[4]『兇状旅信州路』[9]） : 監督中島宝三、1930年11月14日公開 - 撮影、『兇状旅信州路』の題・70分尺で現存（NFC所蔵[9]）
- 『人形になった女』 : 監督人見吉之助、1931年1月22日公開
- 『落第坊主』 : 監督水上譲太郎、1931年1月30日公開
- 『血ろくろ伝記 前篇』（『血ろくろ伝奇』[4]『血ろくろ傳奇』[9]） : 監督金森万象、1931年3月6日公開、『血ろくろ傳奇』の題・65分尺で現存（NFC所蔵[9]）

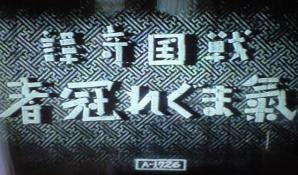
『戦国奇譚 気まぐれ冠者』（1935年）のオープニングタイトル。

- 『戦国奇譚 気まぐれ冠者』 : 監督伊丹万作、撮影石本秀雄、製作片岡千恵蔵プロダクション、配給日本映画配給、トーキー、1935年5月30日公開 - 照明（「田辺憲二」名義[4][7]）、75分尺で現存（NFC所蔵[9]）

### 宝塚映画製作所
すべて製作は「宝塚映画製作所」、配給は「東宝」、特筆以外「田辺憲一」名義である。
- 『春秋鏡山城』 : 監督安達伸生、撮影藤井春美、1952年5月1日公開 - 照明
- 『娘十八お転婆時代』 : 監督倉谷勇、撮影藤井春美、1952年6月12日公開 - 照明
- 『昔話ホルモン物語』 : 監督内村祿哉、撮影藤井春美、1952年9月11日公開 - 照明
- 『千姫』 : 監督野淵昶、撮影藤井春美、1953年1月29日公開 - 照明
- 『天狗の源内』 : 監督倉谷勇、撮影藤井春美、1953年2月25日公開 - 照明
- 『悲剣乙女桜』（『悲剱乙女櫻』[5]『悲剱乙女桜』[8]） : 監督野淵昶、撮影藤井春美、1953年3月5日公開 - 照明
- 『トンチンカン 怪盗火の玉小僧』[3][8]（『怪盗火の玉小僧』[4][6]） : 監督斎藤寅次郎、撮影友成達雄、1953年4月1日公開 - 照明（「田辺憲三」名義[3]）
- 『旅はそよ風』 : 監督稲垣浩、撮影藤井春美、1953年5月7日公開 - 照明
- 『トンチンカン八犬伝』（『トンチンカン八犬傳』[5][8]） : 監督並木鏡太郎、撮影藤井春美、1953年6月17日公開 - 照明
- 『かっぱ六銃士』 : 監督斎藤寅次郎、撮影友成達雄、1953年8月26日公開 - 照明
- 『喧嘩駕籠』[3][5][8]（『喧嘩駕篭』[4][6]） : 監督冬島泰三、撮影藤井春美、1953年10月2日公開 - 照明
- 『鞍馬天狗斬り込む』（『鞍馬天狗斬込む』[5][8]） : 監督安達伸生、撮影武田千吉郎、1953年12月29日公開 - 照明
- 『今宵ひと夜を』 : 監督千葉泰樹、撮影遠藤精一、1954年2月3日公開 - 照明
- 『右門捕物帖 妖鬼屋敷』 : 監督毛利正樹、撮影藤井春美、1954年3月24日公開 - 照明
- 『風流あじろ笠』 : 監督丸根賛太郎、撮影藤井春美、1954年5月26日公開 - 照明
- 『家庭の事情 おこんばんわの巻』 : 監督小田基義、撮影藤井春美、1954年6月30日公開 - 照明
- 『家庭の事情 ネチョリンコンの巻』 : 監督小田基義、撮影藤井春美、1954年7月28日公開 - 照明
- 『右門捕物帖 まぼろし変化』 : 監督丸根賛太郎、撮影藤井春美、1954年9月6日公開 - 照明
- 『快傑鷹 第一篇 蛟竜風雲の巻』 : 監督ロクヘイ・ススキタ、撮影栗林実、1954年10月6日公開 - 照明
- 『快傑鷹 第二篇 奔流怒濤の巻』 : 監督ロクヘイ・ススキタ、撮影栗林実、1954年10月13日公開 - 照明
- 『快傑鷹 第三篇 剣風乱舞の巻』 : 監督ロクヘイ・ススキタ、撮影栗林実、1954年10月27日公開 - 照明
- 『照る日くもる日 前篇』 : 監督志村敏夫、撮影栗林実、1954年12月8日公開 - 照明
- 『照る日くもる日 後篇』 : 監督志村敏夫、撮影栗林実、1954年12月15日公開 - 照明
- 『旗本退屈男 謎の怪人屋敷』 : 監督渡辺邦男、撮影渡辺孝、製作東映京都撮影所、配給東映、1954年12月28日公開 - 照明（「田辺憲次」名義[4][6]）
- 『岩見重太郎 決戦天の橋立』[4][6][8]（『岩見重太郎 決戦天の橋立て』[5]） : 監督渡辺邦男、撮影渡辺孝、1954年12月29日公開 - 照明
- 『旗本やくざ』 : 監督志村敏夫、撮影栗林実、1955年5月13日公開 - 照明
- 『海の小扇太』 : 監督志村敏夫、撮影栗林実、1955年6月29日公開 - 照明

### 新東宝
すべて製作・配給は「新東宝」、特筆以外「田辺憲一」名義である。
- 『疾風の晴太郎』 : 監督佐藤幸也、撮影藤洋三、1955年7月22日公開 - 照明
- 『風雲三條河原』（『風雲三条河原』[4]） : 監督並木鏡太郎、撮影友成達雄、1955年9月13日公開 - 照明
- 『白井権八』 : 監督安田公義、撮影竹野治夫、1956年2月21日公開 - 照明
- 『隠密七生記 剣雲碓氷峠の乱陣』 : 監督渡辺邦男、撮影渡辺孝、1956年3月27日公開 - 照明
- 『続隠密七生記 龍攘虎搏の決戦』 : 監督渡辺邦男、撮影渡辺孝、1956年4月1日公開 - 照明

### 東映京都撮影所
すべて製作は「東映京都撮影所」、配給は「東映」、特筆以外「田辺憲一」あるいは「田辺謙一」名義である。
- 『あばれ振袖』 : 監督萩原遼、撮影藤井春美、1955年11月22日公開 - 照明、72分尺で現存（NFC所蔵[13]）/ 76分尺で現存（東映衛星放送放映[14]）
- 『雄呂血の秘宝 前篇』 : 監督萩原遼・深田金之助、撮影藤井春美・杉田正二、1955年12月20日公開 - 照明、『雄呂血の秘宝』の題・54分尺で現存（東映衛星放送放映[15]）
- 『雄呂血の秘宝 後篇』[5]（『雄呂血の秘宝 完結後篇』[3]） : 監督萩原遼・深田金之助、撮影藤井春美・杉田正二、1955年12月20日公開 - 照明、『続 雄呂血の秘宝』の題・52分尺で現存（東映衛星放送放映[16]）

- 『獅子丸一平 第三部』 : 監督萩原遼、撮影吉田貞次、1956年2月11日公開 - 照明、77分尺で現存（東映衛星放送放映[17]）
- 『江戸三国志』 : 監督萩原遼、撮影杉田正二、1956年5月24日公開 - 照明、47分尺で現存（東映衛星放送放映[18]）
- 『江戸三国志 疾風篇』 : 監督萩原遼、撮影杉田正二、1956年6月1日公開 - 照明、51分尺で現存（東映衛星放送放映[19]）
- 『江戸三国志 完結迅雷篇』 : 監督萩原遼、撮影杉田正二、1956年6月8日公開 - 照明、52分尺で現存（東映衛星放送放映[20]）
- 『旗本退屈男 謎の幽霊船』 : 監督松田定次、撮影川崎新太郎、1956年7月12日公開 - 照明、103分尺で現存（NFC所蔵[21]）
- 『髑髏銭』 : 監督松田定次、撮影川崎新太郎、1956年8月29日公開 - 照明、90分尺で現存（東映衛星放送放映[22]）
- 『妖蛇の魔殿』 : 監督松田定次、撮影川崎新太郎、1956年10月30日公開 - 照明、90分尺で現存（東映衛星放送放映[23]）
- 『神変美女桜』 : 監督内出好吉、撮影藤井春美、1956年12月11日公開 - 照明、88分尺で現存（東映衛星放送放映[24]）
- 『抜打ち浪人』 : 監督佐伯清、撮影伊藤武夫、製作東映東京撮影所、1957年5月20日公開 - 照明、92分尺で現存（東映衛星放送放映[25]）
- 『仇討崇禅寺馬場』 : 監督マキノ雅弘（マキノ正博）、撮影伊藤武夫、1957年6月25日公開 - 照明、90分尺で現存（NFC所蔵[9]）
- 『佐々木小次郎 後篇』（『佐々木小次郎 后篇』） : 監督佐伯清、撮影吉田貞次、1957年11月5日公開 - 照明、93分尺で現存（東映衛星放送放映[26]）
- 『ひばり捕物帖 かんざし小判』 : 監督沢島忠、撮影松井鴻、1958年4月1日公開 - 照明、85分尺で現存（NFC所蔵[9]）
- 『右門捕物帖 片眼の狼』 : 監督沢島忠、撮影伊藤武夫、1959年3月3日公開 - 照明、87分尺で現存（NFC所蔵[9]）
- 『新吾十番勝負 第二部』 : 監督小沢茂弘、撮影山岸長樹、1959年8月19日公開 - 照明、『新吾十番勝負 第一部 第二部 総集版』が103分尺で現存（NFC所蔵[27]）/ 単独91分尺で現存（東映衛星放送放映[28]）
- 『天下の伊賀越 暁の血戦』 : 監督松田定次、撮影川崎新太郎、1959年10月11日公開 - 照明、93分尺で現存（東映衛星放送放映[29]）

- 『あらくれ大名』 : 監督内出好吉、撮影吉田貞次、1960年2月14日公開 - 照明、92分尺で現存（NFC所蔵[30]）
- 『浪人市場 朝やけ天狗』 : 監督松村昌治、撮影吉田貞次、1960年3月22日公開 - 照明、88分尺で現存（東映衛星放送放映[31]）
- 『ひばり十八番 お嬢吉三』 : 監督佐々木康、撮影伊藤武夫、1960年4月26日公開 - 照明
- 『まぼろし大名』 : 監督河野寿一、撮影鷲尾元也、配給第二東映、1960年7月13日公開 - 照明
- 『まぼろし大名 完結篇』 : 監督河野寿一、撮影鷲尾元也、配給第二東映、1960年7月31日公開 - 照明
- 『嫁さがし千両勝負』 : 監督小沢茂弘、撮影山岸長樹、1960年10月12日公開 - 照明、60分尺で現存（NFC所蔵[9]）
- 『恋しぐれ千両勝負』 : 監督小沢茂弘、撮影山岸長樹、1960年10月16日公開 - 照明、63分尺で現存（東映衛星放送放映[32]）
- 『素浪人百万石』 : 監督松村昌治、撮影山岸長樹、1960年11月15日公開 - 照明、85分尺で現存（東映衛星放送放映[33]）
- 『旗本喧嘩鷹』 : 監督中川信夫、撮影川崎新太郎、1961年3月5日公開 - 照明、81分尺で現存（東映衛星放送放映[34]）
- 『鉄火大名』 : 監督内出好吉、撮影松井鴻、1961年1月9日公開 - 照明、92分尺で現存（東映衛星放送放映[35]）
- 『八荒流騎隊』 : 監督工藤栄一、撮影松井鴻、1961年5月11日公開 - 照明、90分尺で現存（東映衛星放送放映[36]）
- 『旗本退屈男 謎の七色御殿』 : 監督佐々木康、撮影伊藤武夫、1961年8月1日公開 - 照明、86分尺で現存（東映衛星放送放映[37]）
- 『若君と次男坊』 : 監督小沢茂弘、撮影伊藤武夫、1961年11月1日公開 - 照明、88分尺で現存（東映衛星放送放映[38]）

- 『旗本退屈男 謎の珊瑚屋敷』 : 監督中川信夫、撮影三木滋人（三木稔）、1962年1月23日公開 - 照明、88分尺で現存（東映衛星放送放映[39]）
- 『源九郎義経』 : 監督松田定次、撮影川崎新太郎、1962年5月13日公開 - 照明、90分尺で現存（東映衛星放送放映[40]）
- 『越後獅子祭り』 : 監督小沢茂弘、撮影伊藤武夫、1962年9月30日公開 - 照明
- 『薩陀峠の対決』 : 監督山崎大助、撮影古谷伸、1962年12月16日公開 - 照明

- 『旗本やくざ 五人のあばれ者』（『五人のあばれ者』[6]） : 監督小沢茂弘、撮影伊藤武夫、1963年3月3日公開 - 照明、87分尺で現存（東映衛星放送放映[41]）